# Maraton w Eindhoven
Maraton w Eindhoven – impreza biegowa rozgrywana rokrocznie od 1990 na tradycyjnym dystansie 42,195 km w Eindhoven. Pierwsza edycja zawodów odbyła się w 1959 roku, a w latach 1961–1981 impreza nie odbywała się. Od 1982 do 1990 roku zawody odbywały się co dwa lata.